# Одорологія
Одорологія — наука про запахи. Слово «одорологія» походить від лат. odor (запах) і лат. logos (вчення, наука).

## Прикладне застосування

### Криміналістична одорологія

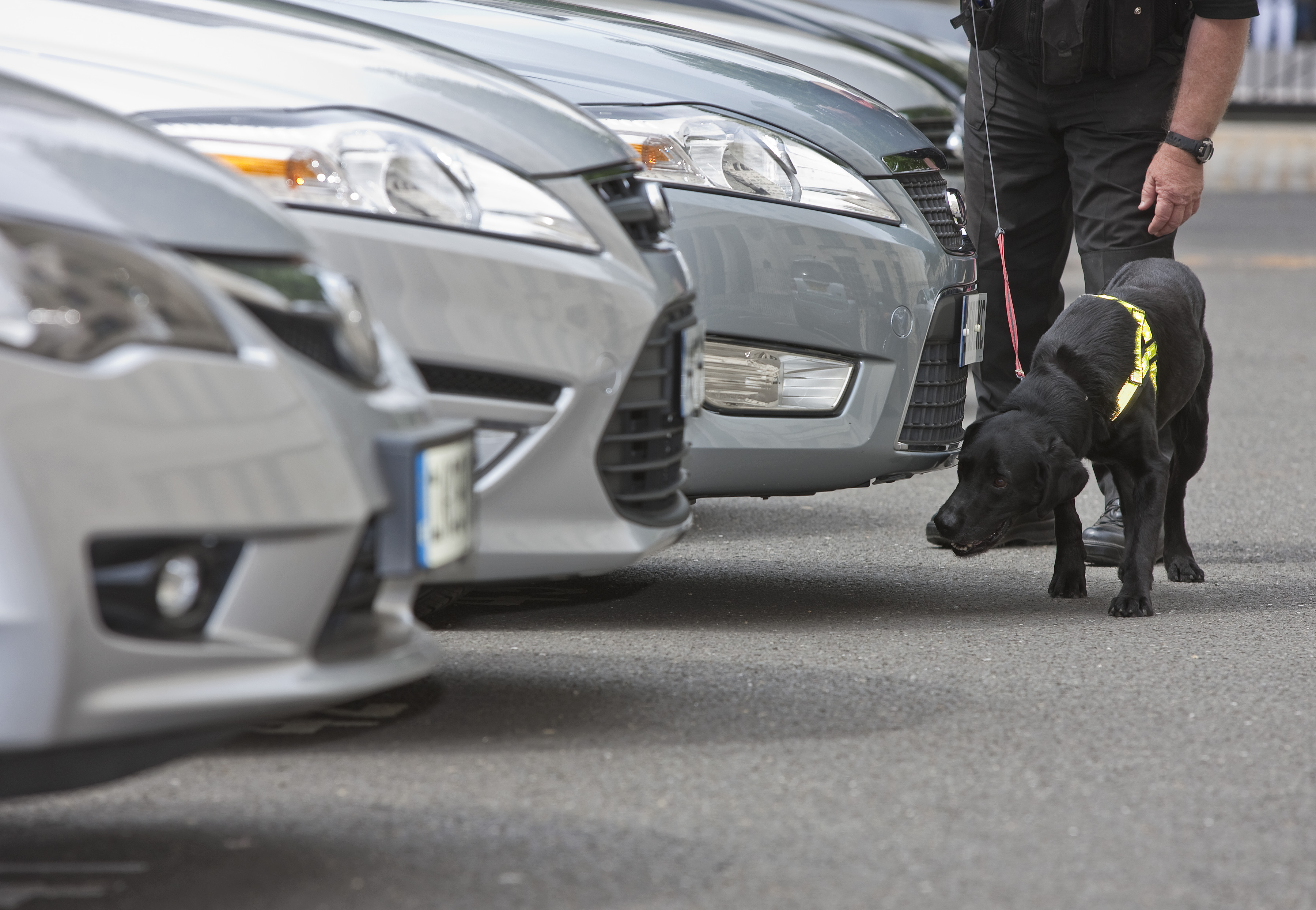
MOD_Police_Search_Dog_MOD_45152827

Криміналістична одорологія — розділ криміналістики, який являє собою систему знань про запахи, запахоносії, науково обґрунтовані прийомі, технічні засоби, рекомендації з виявлення, аналізу, вилучення та зберігання запахових слідів з метою подальшого їх використання в кримінальному судочинстві.

#### Розкриття злочинів «по гарячих слідах»
Розкриття злочинів «по гарячих слідах» являє собою комплекс оперативних заходів та слідчих дій, виконуваних при виявленні ознак вчинення злочину. Одним з важливих заходів цього комплексу є використання слідів-запахів людини для розшуку злочинця та інших осіб, що мають відношення до події злочину. Для роботи із запаховими слідами використовують біологічні і технічні детектори. Біологічні детектори (нюх службово-розшукового собаки) застосовують для розшуку злочинця по сліду й вибірки речей за запахом. Технічний детектор (газоаналізатор) застосовується для збирання й ідентифікації невідомих речей за їхніми газоподібними слідами. Ці заходи здійснюється фахівцем кінологом та/або експертами.